# Puente de Vallecas

Barrios distretto di Puente de Vallecas a Madrid

Puente de Vallecas è uno dei distretti in cui è suddivisa la città di Madrid, in Spagna. Viene identificato col numero 13.

## Geografia fisica
Il distretto si trova a sud-est del centro della città. Insieme al distretto di Villa de Vallecas, forma l'area di Vallecas.

### Suddivisione
Il distretto è suddiviso amministrativamente in 6 quartieri (Barrios):
- Entrevías
- Numancia
- Palomeras Bajas
- Palomeras Sureste
- Portazgo
- San Diego